# Rey Santiago
Rey Santiago – portorykański zapaśnik walczący w stylu wolnym. Brązowy medalista igrzysk Ameryki Środkowej i Karaibów w 1993 roku.